# マフィアへの挑戦1/戦士起つ
『マフィアへの挑戦1/戦士起つ』（マフィアへのちょうせん1/せんしたつ）は死刑執行人シリーズの第1作目。
ベトナム戦争の英雄が家族の死をきっかけに世界を股にかけマフィア退治を行う。日本では創元推理文庫から刊行された。

## ストーリー
ベトナム戦争に従軍していたマック・ボランに突然訃報が届く。
家族を巻き込んだ無理心中と発表されたこの事件は、唯一の生存者ジョニーによって悪徳金融の不法な取立て、そしてマックの妹シンディが売春をマフィアたちに強要されていたことが明らかになる。
警察の態度に不信感を持ったマックは問題の悪徳金融と売春宿を標的とした暗殺作戦に乗り出す。
そして敵の本丸であるフレンキ・ファミリーを狙う。
ボスであるセルジオ・フレンキを倒したボランは全ての元凶であるレオ・ターリンに銃口を向ける。
するとレオは自分がおとり捜査官であること、そして彼のおとり捜査を優先させた警察がボラン一家の事件を放置していたことを話す。

## キャラクター
- マック・ボラン

死刑執行人
- ジョニー・ボラン

ボランの弟
- セルジオ・フレンキ

マフィアのボス
- レオ・ターリン

マフィアの幹部。セルジオの甥。
- バレンチナ・ケレンテ

女性教師。ボランの恩人。猫を飼っているオールドミス。